# Kopfing im Innkreis
Kopfing im Innkreis ist eine Marktgemeinde im Bezirk Schärding in Oberösterreich mit 1970 Einwohnern (Stand 1. Jänner 2024). Sie liegt im nördlichen Innviertel etwa 25 km von der Bezirkshauptstadt Schärding entfernt.

## Geografie
Die Gemeinde Kopfing im Innkreis liegt auf 547 m Höhe im nördlichen Innviertel. Die Ausdehnung beträgt von Nord nach Süd ca. 8,5 km, von West nach Ost ca. 5,9 km. Die Katasterfläche der Marktgemeinde Kopfing im Innkreis betrug im Jahre 2001 33,34 km². Die berechnete Einwohnerdichte ergibt 61 Einwohner/km². 46,4 % der Fläche sind bewaldet, 47,6 % der Fläche sind landwirtschaftlich genutzt.
Topografie: Das Gebiet im Süden der Sauwaldes entwässert über einige Bäche (Aubach, Becken-, Tiefenbach) über Pfuda, Pram und Inn zur Donau. Das Gemeindegebiet liegt zwischen etwa 500 und 790 m Seehöhe. Im Norden erhebt sich der Feichtberg, auf dem in 777 m Höhe ein Flugsicherungsradar steht.

### Gemeindegliederung
Das Gemeindegebiet umfasst folgende 25 Ortschaften (in Klammern Einwohnerzahl Stand 1. Jänner 2024):
- Au (35) samt Aufleck
- Beharding (21)
- Dürnberg (22) samt Jegling
- Engertsberg (90) samt Bründl und Gröm
- Entholz (99) samt Grub
- Glatzing (66) samt Gigering
- Grafendorf (40)
- Hub (24)
- Kahlberg (28) samt Hötzenedt
- Kimleinsdorf (29)
- Knechtelsdorf (40) samt Bubendorf
- Kopfing im Innkreis (170) samt Götzendorf
- Kopfingerdorf (590)
- Leithen (57) samt Oberleithen und Unterleithen
- Matzelsdorf (55)
- Mitteredt (33) samt Großfasching
- Neukirchendorf (70)
- Paulsdorf (61) samt Feicht
- Pratztrum (24)
- Raffelsdorf (58)
- Rasdorf (116) samt Kühberg
- Ruholding (109)
- Schnürberg (12) samt Ach
- Straß (41) samt Königsedt
- Wollmannsdorf (80) samt Dobl

Die Gemeinde besteht aus den Katastralgemeinden Entholzen, Glatzing, Kopfing und Neukirchendorf.
Die Gemeinde gehört zum Gerichtsbezirk Schärding.

### Nachbargemeinden
| St. Roman   |                                             | Engelhartszell   |
| Münzkirchen | Kompassrose, die auf Nachbargemeinden zeigt | Sankt Aegidi     |
| Diersbach   | Enzenkirchen                                | Natternbach (GR) |

## Geschichte
Seit Gründung des Herzogtums Bayern war der Ort bairisch. Die Pfarre Kopfing gehörte seit dem 12. Jahrhundert zum St. Ägidien-Spital in der Passauer Innstadt. Das dortige „Innbruckamt“ verwaltete neben der Innbrücke und dem Leprosen-Hospital auch die dem St. Ägidien-Spital inkorporierten Pfarren, die vom jeweiligen „Bruckpfarrer“ zu vergeben waren. Zu diesen zählten neben St. Severin mit Schardenberg und Wernstein auch St. Weihflorian, Kellberg, Hauzenberg, Kopfing, Münzkirchen und Tettenweis.
In Kopfing fanden die ersten Gefechte des Spanischen Erbfolgekrieges statt. Die kaiserlich-österreichischen Truppen überfielen im November 1703 den damals bayerischen Ort Kopfing. Die Kopfinger leisteten beherzte Gegenwehr und schossen aus dem Kirchturm (Wehrturm) heraus. Dieser Krieg zog sich dann bis zum Jahre 1706 dahin, am Ende stand die Schlacht von Höchstätt, die Sendlinger Mordweihnacht (München) und die Bauernschlacht von Aidenbach. Aidenbach ist heute neben Ringelai/Bayern die neue Partnergemeinde von Kopfing.
Original Schanzgräben sowie alte Grenzsteine zeugen in Kopfing noch heute von dieser Vergangenheit. Kopfing kam nach dem Frieden von Teschen mit dem Innviertel (damals 'Innbaiern') zu Österreich. 1785 wurde Kopfing zur Pfarre erhoben. Während der Napoleonischen Kriege wieder kurz bairisch, gehört der Ort seit 1814 endgültig zu Oberösterreich. 1905 wurde die neue Pfarrkirche Kopfings fertiggestellt.
Nach dem Anschluss Österreichs an das Deutsche Reich am 13. März 1938 gehörte der Ort zum Gau Oberdonau. Nach 1945 erfolgte die Wiederherstellung Oberösterreichs.

### Einwohnerentwicklung
Nach einem regelmäßigen Anstieg der Bevölkerungszahl in der zweiten Hälfte des 20. Jahrhunderts hatte Kopfing im Jahr 1991 ein Maximum von 2.074 Einwohnern. Dann wurde die Abwanderung stärker und konnte durch die positive Geburtenbilanz nicht mehr ausgeglichen werden, sodass die Einwohnerzahl auf 2.029 im Jahr 2001 und 1.961 im Jahr 2011 zurückging. Seither steigt die Anzahl der Personen in der Gemeinde wieder.

## Kultur und Sehenswürdigkeiten

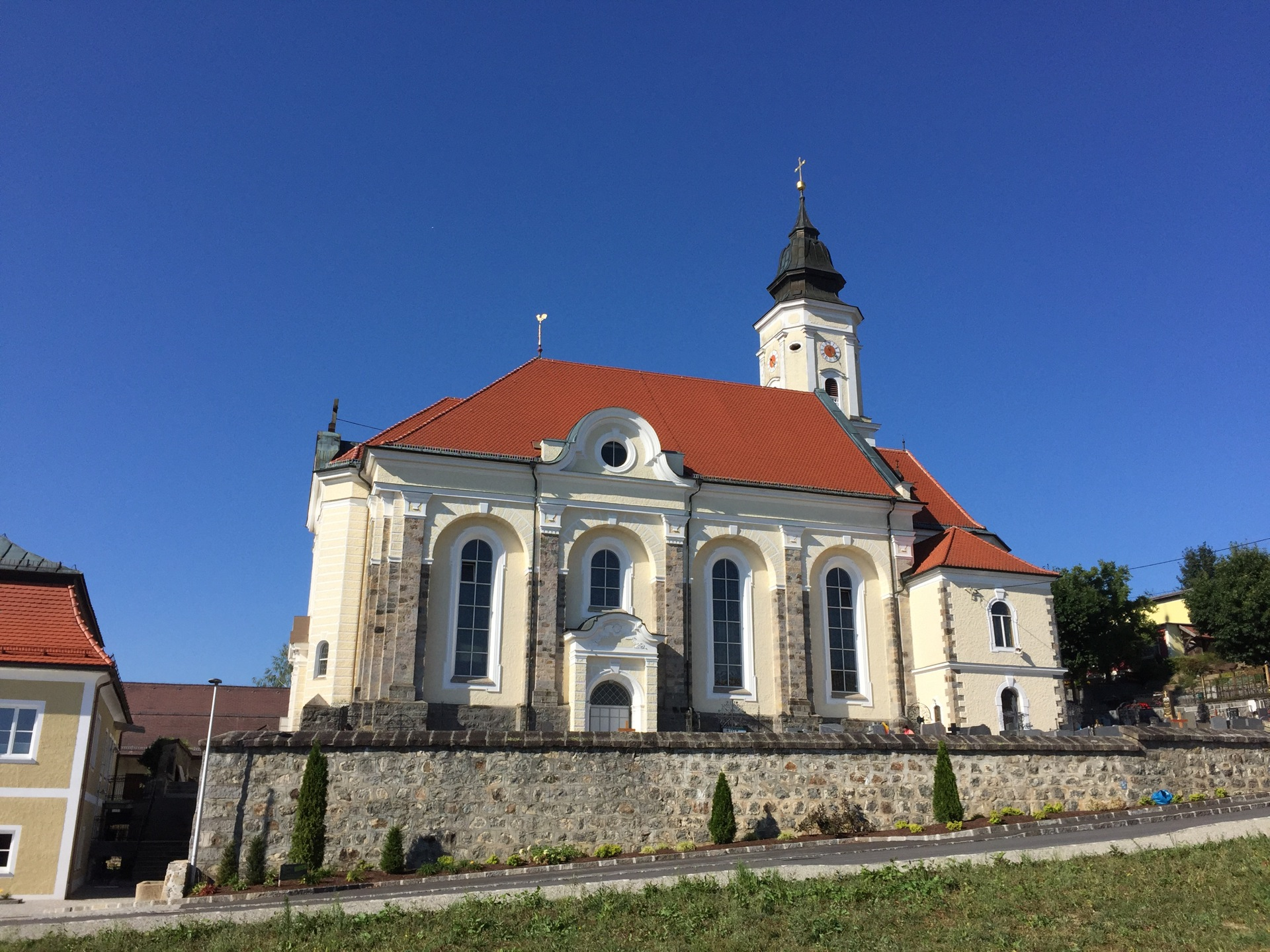
Pfarrkirche Kopfing

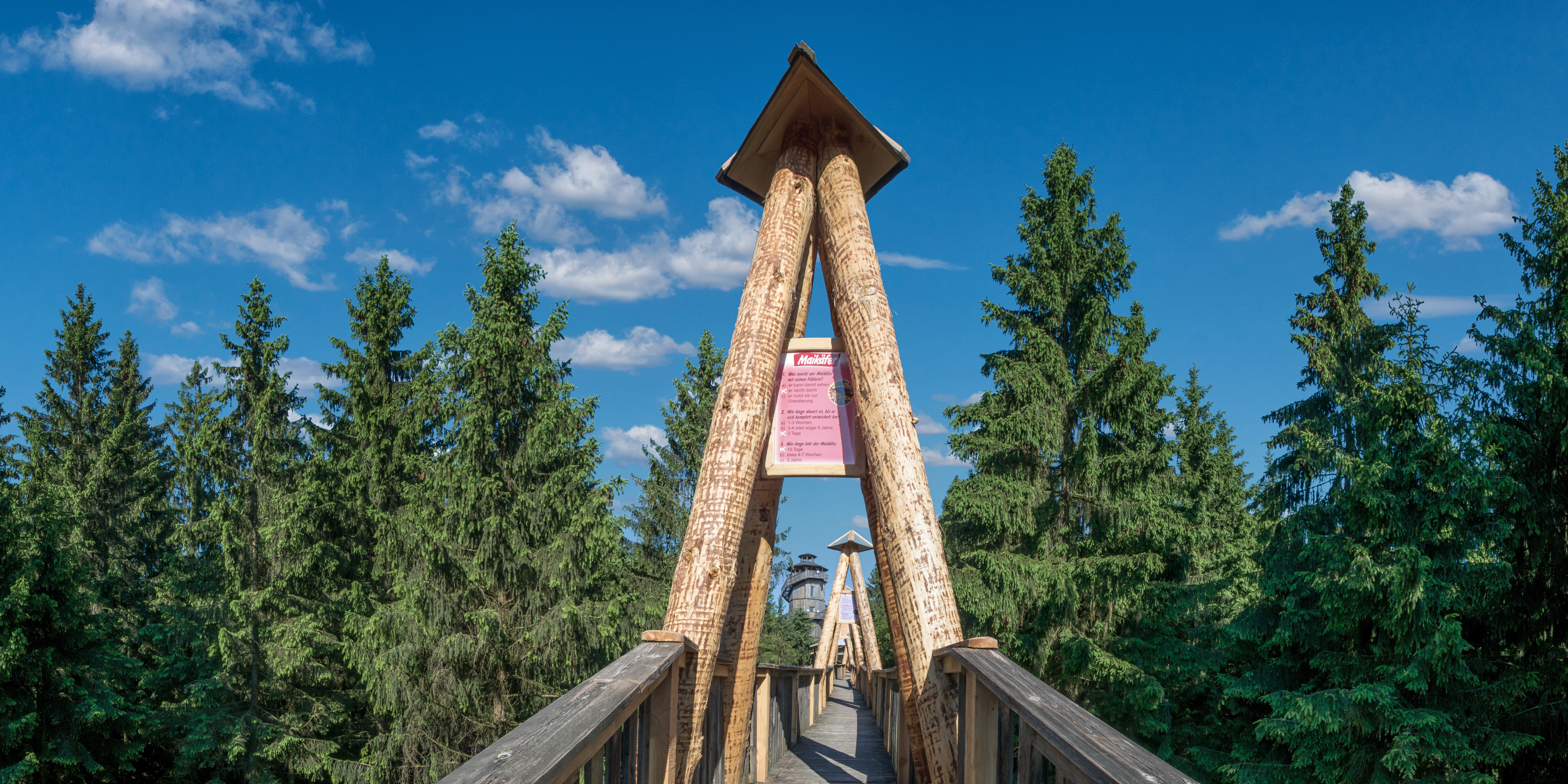
Baumkronenweg Kopfing

- Katholische Pfarrkirche Kopfing Hll. Johannes der Täufer und Johannes Evangelist.
- Kulturhaus Kopfing: Park für Kunst und Kultur mit Kulturhaus, das 2006 fertiggestellt wurde. Betreiber ist der Verein Kulturzeit Kopfing. Das Kulturhaus Kopfing birgt diverse Ausstellungen moderner Kunst und mehrere Museumsausstellungen: eine alte Krämerei (befand sich bis ins 20. Jh. im Kulturhaus, das früher „Krämerhäusl“ genannt wurde) und die Brauchtumsstube (regionaler Bezug zu Kopfing). Weiter zu sehen ist ein geologisches Kabinett (Mineraliensammlung, Fossilien). Ein Raum ist dem Kopfinger Herrgottschnitzer Martin Plöckinger gewidmet.

- Baumkronenweg Kopfing: ein Freizeitpark im Wald

- Jungfrauenstein – ein keltischer Opferstein

## Wirtschaft und Infrastruktur
2001 gab es in der Gemeinde 69 Arbeitsstätten mit insgesamt 690 Beschäftigten (im Vergleich 1991: 58 Arbeitsstätten mit 549 Beschäftigten). Die Zahl der Erwerbstätigen insgesamt betrug 964, davon waren 556 Auspendler und 408 Personen Einpendler. 11,7 % der Erwerbspersonen waren in der Land- und Forstwirtschaft tätig, 27,3 % in der Sachgütererzeugung, 16,7 % im Bauwesen und 9,6 % im Bereich Handel, Reparatur von KFZ und Gebrauchsgütern.
Zu den bedeutendsten Firmen in Kopfing zählen das Türen- und Fensterunternehmen Josko sowie das Installationsunternehmen Gahleitner.

## Politik

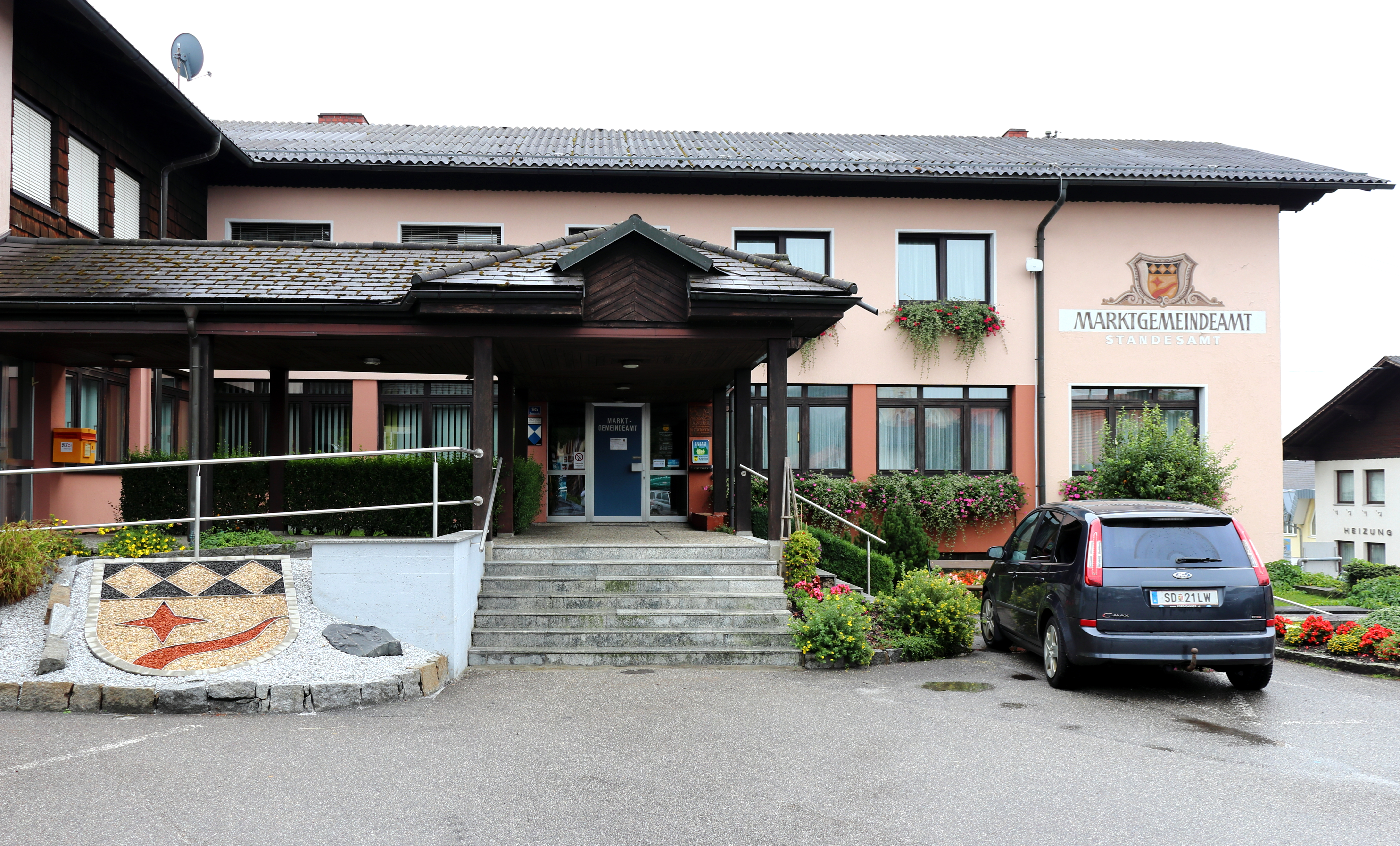
Gemeindeamt

### Gemeinderat
Der Gemeinderat hat 19 Mitglieder.
- Mit den Gemeinderats- und Bürgermeisterwahlen in Oberösterreich 2021 hat der Gemeinderat folgende Verteilung: 12 ÖVP, 5 FPÖ und 2 SPÖ.

### Bürgermeister
- 2003 bis 2020 Otto Straßl (FKW, ÖVP)
- seit 2020 Bernhard Schasching (ÖVP)[5]

### Wappen
Blasonierung: Unter schwarzem Schildhaupt, darin drei goldene, aufrechte Rauten, in Gold ein roter Wellenkeil schräglinks zur Mitte des Schildrandes, oben rechts begleitet von einem roten, vierstrahligen Stern. Die Gemeindefarben sind Schwarz-Gelb-Rot. Entworfen wurde das Gemeindewappen von Josef Ruhland.

## Persönlichkeiten

### Söhne und Töchter der Gemeinde
- Johann Nepomuk Hauser (1866–1927), röm.kath. Priester, Politiker der Christlichsozialen Partei (CS), 1908–1927 Landeshauptmann von OÖ.
- Josef Wasner (1815–1881), Schifffahrtsunternehmer, Sparkassendirektor, Gemeinderat in Wien[7]

### Ehrenbürger der Gemeinde
- Otto Straßl, Altbürgermeister – Träger des goldenen Verdienstzeichen der Republik Österreich
- Mathias Ertl
- Johann Scheuringer, Unternehmer (Josko)
- Alois Heinzl, Pfarrer und Dechant von Andorf
- Ludwig Gruber
- Josef Ratzenböck, Alt-Landeshauptmann von OÖ.
- Johann Oberauer, Kapellmeister
- Mark W. Clark, US-amerikanischer Hochkommissar für Österreich

### Ehrenringträger der Gemeinde
- Franz Reisenberger
- Johann Klaffenböck
- Josef Ruhland
- Josef Rossgatterer